# Alain Vidalies

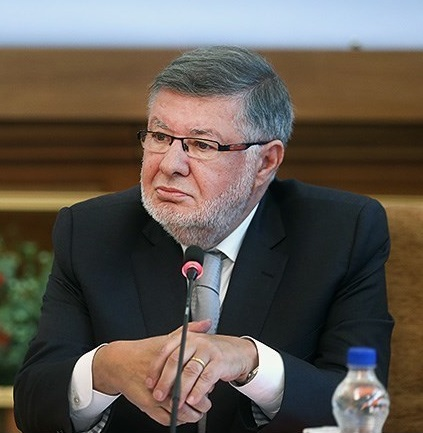
Alain Vidalies (2016)

Alain Vidalies (* 17. März 1951 in Grenade-sur-l’Adour, Département Landes) ist ein französischer Politiker der Parti Socialiste (PS) und seit Mai 2012 mit Unterbrechung Beigeordneter Minister bzw. Staatssekretär in französischen Regierungen.

## Leben

### Rechtsanwalt und Kommunalpolitiker
Nach dem Schulbesuch studierte Vidalies Rechtswissenschaften und war nach Abschluss des Studiums sowie erfolgter anwaltlicher Zulassung als Rechtsanwalt tätig. Zwischen 1976 und 1979 war er Parlamentarischer Assistent von Roger Duroure, der zu der Zeit als Abgeordneter der Nationalversammlung für das Département Landes war. Im Anschluss eröffnete er 1979 eine Anwaltskanzlei in Mont-de-Marsan.
Zeitgleich begann er seine politische Karriere in der Kommunalpolitik, als er 1979 als Vertreter der PS erstmals zum Mitglied des Generalrates des Département Landes gewählt wurde, in dem er bis 1992 den Wahlkreis Kanton Mont-de-Marsan-Sud vertrat. Während dieser Zeit war er von 1985 bis 1992 auch Vizepräsident des Generalrates. Daneben war er von 1983 bis 1989 Mitglied des Gemeinderates von Saint-Pierre-du-Mont sowie danach von 1989 bis 2002 Erster Vize-Bürgermeister von Mont-de-Marsan.

### Abgeordneter und Minister
1988 wurde Vidalies als Kandidat der PS selbst zum Abgeordneten der Nationalversammlung gewählt und vertrat dort bis 1993 das Département Landes. Während er 1993 eine Wahlniederlage erlitt und aus der Nationalversammlung ausscheiden musste, war er ab 1993 Mitglied des Nationalrates und des Nationalbüros der PS, wodurch er den höchsten Führungsgremien der Partei angehörte.
1997 bis zu seinem Eintritt in die Regierung 2012 war er erneut Abgeordneter der Nationalversammlung und vertrat abermals das Département Landes.  Daneben wirkte er von 1997 bis 2002 als Ersatzrichter am Gerichtshof der Republik, ein Gericht, das ausschließlich über die Verfehlungen französischer Minister in Ausübung ihres Amtes urteilt. Zugleich wurde er 1998 auch wieder Mitglied des Generalrates des Département Landes und gehörte diesem nunmehr bis 2011 an.
Seit 2000 ist Vidalies, der von 2000 bis 2002 Mitglied der Datenschutzbehörde Commission Nationale de l’Informatique et des Libertés (CNIL) war, Nationalsekretär der PS und ist außerdem seit 2007 Präsident einer Internationalen Studiengruppe zu den Problemen von Fidschi.
Nach der Wahl von François Hollande zum Staatspräsidenten und der Benennung von Jean-Marc Ayrault zum Premierminister wurde Vidalies von diesem am 17. Mai 2012 zum Beigeordneten Minister für die Beziehungen zum Parlament in dessen Kabinett berufen und war direkt dem Premierminister unterstellt; er behielt diese Funktion auch in der zweiten Regierung Ayrault. Er wurde 2012 als Abgeordneter der Nationalversammlung wiedergewählt, trat sein Mandat aber zunächst wegen der Regierungsmitgliedschaft nicht an. Mit dem Rücktritt der Regierung Ayrault II schied er am 31. März 2014 aus der Regierung aus und nahm am 1. März 2014 sein Abgeordnetenmandat wieder auf. Am 26. August 2014 wurde er von Premierminister Manuel Valls als Staatssekretär für Verkehr und maritime Wirtschaft unterhalb der Ministerin für Umwelt, nachhaltige Entwicklung und Energie, Ségolène Royal, in die zweite Regierung Valls berufen.

## Veröffentlichungen
- L’Air du temps ou le temps de la gauche, 2006